# Ceolred
Ceolred († 716) war von 709 bis zu seinem Tod König des angelsächsischen Reiches Mercia.
Ceolred war der Sohn des Æthelred und wurde im Jahre 709 König, als Cenred als König abdankte, um nach Rom zu pilgern und dort Mönch zu werden. Offenbar kam es zu weiteren Konflikten: im Innern mit seinem Verwandten Æthelbald, der offenbar auch nach der Herrschaft strebte, und schließlich in das Königreich der Ostangeln fliehen musste; des Weiteren verstärkten sich die Spannungen zwischen Mercia und Wessex. 
Im Jahr 715 kam es bei Wodnesbeorg, dem heutigen Alton, in Wiltshire, zu einer größeren Schlacht zwischen Mercia und König Ine von Wessex. Auch wenn der Ausgang der Schlacht unbekannt ist, ist dies doch ein Anzeichen dafür, dass die Spannungen zwischen den beiden Königreichen an Intensität zunahmen. 
Ein Jahr darauf erlitt Ceolred bei einem Bankett einen Zusammenbruch; Bonifatius berichtet, er sei in einen Anfall von Wahnsinn verfallen und habe Kirchendiener verflucht, ehe er verstorben sei. Ceolred war zwar Christ, wird aber in den Zeugnissen kirchlicher Schriftsteller äußerst negativ gezeichnet, die ihm grausames und heimtückisches Verhalten nachsagten. Sein Nachfolger wurde Æthelbald. Ceolred, der mit Werburga verheiratet war – sie wurde heiliggesprochen –, wurde in Lichfield beerdigt.
Obwohl seine Oberherrschaft nicht so dominant und weitreichend war wie noch die von Penda und Wulfhere, übte er doch strikte Kontrolle über die von ihm beherrschten Provinzen aus. Chartas belegen, dass er Land in dem zuvor dem Königreich Essex zugehörigen Twickenham vergab, so wie auch in dem zum Königreich Hwicce gehörigen Gloucestershire. Die Herrscher von Hwicce werden in den Dokumenten selbst nur noch Unterkönige (subreguli) genannt.

### Sekundärliteratur
- Steven Basset (Hrsg.): The Origins of Anglo-Saxon Kingdoms, Leicester University Press, Leicester 1989, ISBN 0-7185-1317-7.
- James Campbell (Hrsg.): The Anglo-Saxons, Phaidon, London 1982, ISBN 0-7148-2149-7.
- David Dumville: Essex, Middle Anglia and the Expansion of Mercia in the South East in: Steven Basset (Hrsg.): The Origins of Anglo-Saxon Kingdoms, Leicester University Press, Leicester 1989, ISBN 0-7185-1317-7.
- D. P. Kirby: The Earliest English Kings. Unwin Hyman, London 1991, ISBN 0-04-445691-3.
- Frank M. Stenton: Anglo-Saxon England. 3. Aufl., Oxford University Press, Oxford 1971, ISBN 0-19-280139-2.
- Ian W. Walker: Mercia and the Making of England. Sutton, Stroud 2000, ISBN 0-7509-2131-5
- Barbara Yorke: Kings and Kingdoms of Early Anglo-Saxon England. Routledge, London-New York 2002, ISBN 978-0-415-16639-3. PDF (6,2 MB)